# اورالوفکا
اورالوفکا (به لاتین: Uralovka) یک منطقهٔ مسکونی در روسیه است که در استان آمور واقع شده‌است.